# Javier Cámpora
Javier Edgardo „Cachorro” Cámpora Bustamante (ur. 7 stycznia 1980 w Rosario) – argentyński piłkarz występujący na pozycji napastnika.